# Nicolas Bal
Pour les articles homonymes, voir Bal (homonymie).
Nicolas Bal, né le 2 juin 1978 à Saint-Martin-d'Hères (département de l'Isère), est un coureur français du combiné nordique. Il gagne une médaille de bronze par équipes aux Jeux olympiques d'hiver de 1998 à Nagano.

## Biographie
Nicolas Bal commence le ski à l'âge de douze ans, devient membre du club d'Autrans et démarre la compétition au niveau international en 1996 à l'occasion des Championnats du monde junior, à Asiago, prenant la médaille d'argent à l'épreuve par équipes. Il est appelé à l'étape de Coupe du monde basée à Oslo au mois de mars 1996, où il finit directement au sixième rang, qui restera sa meilleure performance individuelle dans la compétition.
Il continue à obtenir de bons résultats, dont le titre mondial junior par équipes en 1997 à Canmore, année où il participe à son premier championnat du monde sénior à Trondheim. Il se qualifie pour les Jeux olympiques de Nagano en 1998, où à la suite d'une septième place en individuel, il remporte la médaille de bronze avec l'équipe en compagnie de Sylvain Guillaume, Fabrice Guy et Ludovic Roux. La saison 1998-1999 est sa plus riche en termes de résultats, se classant vingtième de la Coupe du monde (deux dixièmes places en épreuve), et réalisant ses meilleures performances aux Championnats du monde à Ramsau, avec deux quatrièmes places en individuel et par équipes, où les Russes privent les Français dans la dernière ligne droite.
Ses classements sont ensuite à la baisse, commençant la saison 2001-2002 en Coupe du monde B, où il gagne une course à Bardu avant de revenir en Coupe du monde. Il parvient à se qualifier pour les Jeux olympiques de Salt Lake City, où il arrive dixième de l'épreuve Gundersen, dix-huitième en sprint et sixième par équipes.
En 2002-2003, il compte deux top dix en Coupe du monde et deux top vingt en individuel aux Championnats du monde à Val di Fiemme.
En 2004-2005, il concourt à ses quatrièmes et derniers championnats du monde à Oberstdorf, où il est quinzième du sprint et treizième de l'épreuve en Gundersen. Il y signe aussi son deuxième meilleur résultat dans la Coupe du monde avec une septième place à Pragelato, site des Jeux olympiques d'hiver de 2006 qu'il participe.
Durant la saison 2006-2007, il monte sur trois podiums sur le circuit inférieur de la Coupe du monde B aux États-Unis et signe son meilleur résultat dans l'élite cet hiver à Seefeld au sprint (13e). Il prend alors sa retraite en 2007. Depuis cette date, il encadre l'équipe de France B de combiné. Il est plus tard entraîneur de l'équipe de France B de saut à ski.

## Palmarès

### Jeux olympiques
| Épreuve / Édition | Nagano 1998 | Salt Lake City 2002 | Turin 2006 |
| Individuel        | 7e          | 10e                 | 31e        |
| Sprint            | -           | 18e                 | 27e        |
| Par équipes       | Bronze      | 6e                  | 5e         |

### Championnats du monde
| Épreuve / Édition | Épreuve / Édition | Trondheim 1997 | Ramsau 1999 | Val di Fiemme 2003 | Oberstdorf 2005 |
| ----------------- | ----------------- | -------------- | ----------- | ------------------ | --------------- |
| Sprint            | Sprint            |                | 11e         | 12e                | 15e             |
| Gundersen         | Gundersen         | 31e            | 4e          | 16e                | 13e             |
| Par équipes       | Par équipes       | 8e             | 4e          | 7e                 | 7e              |

### Coupe du monde

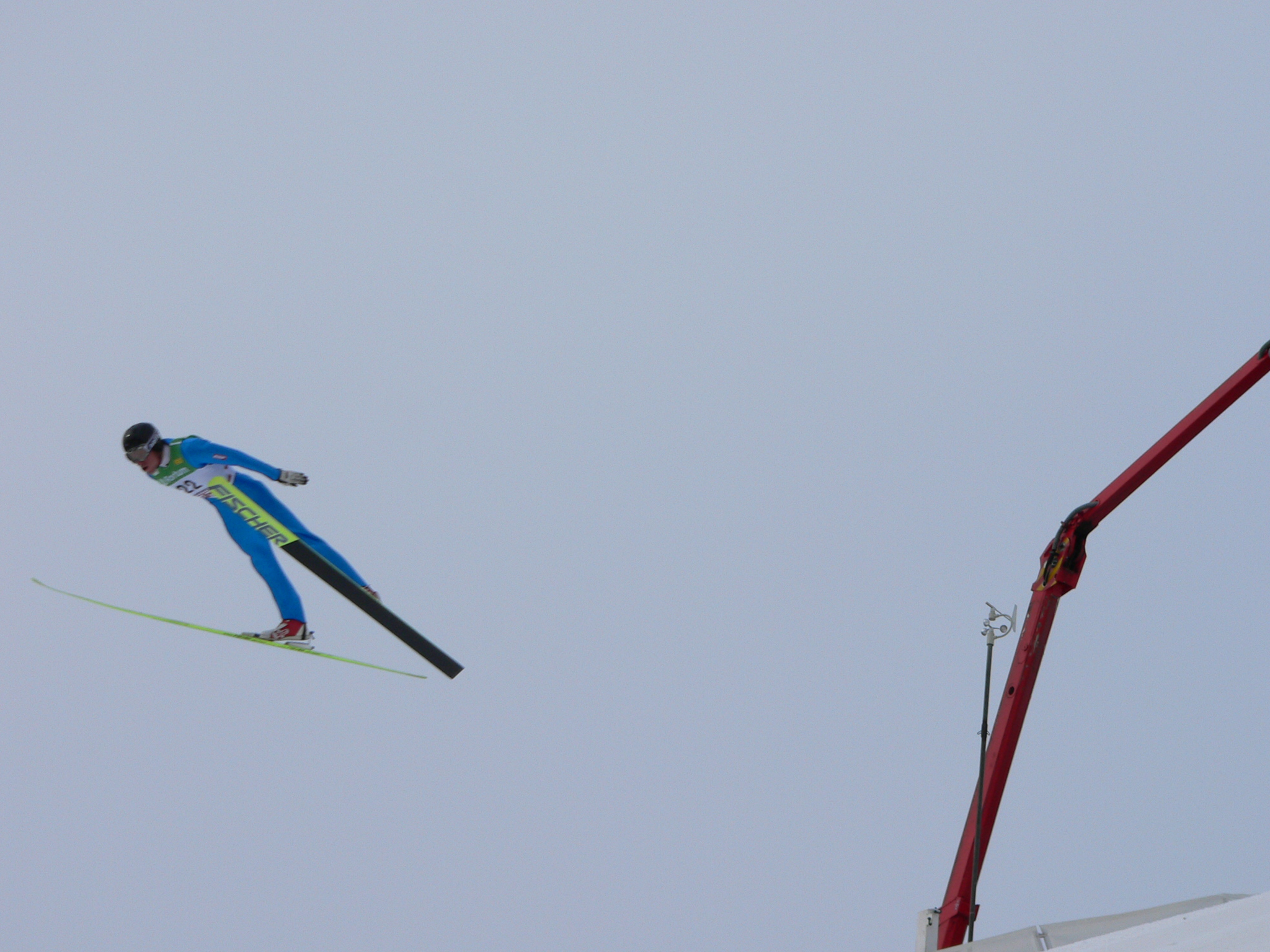
À Holmenkollen en 2005.

- Meilleur classement général : 20e en 1999.
- Meilleure performance individuelle : 6e (Oslo, 16 mars 1996).
- Meilleure performance sur une épreuve par équipes : 5e, à deux reprises.

#### Classements généraux annuels
| Année | Rang |
| 1996  | 29e  |
| 1997  | 40e  |
| 1999  | 20e  |
| 2000  | 33e  |
| 2001  | 62e  |
| 2002  | 34e  |
| 2003  | 22e  |
| 2004  | 49e  |
| 2005  | 21e  |
| 2006  | 53e  |
| 2007  | 39e  |

### Coupe du monde B
- 7 podiums individuels : 1 victoire (sprint de Bardu, 9 décembre 2001), 3 deuxièmes places, 3 troisièmes places.
- 1 podium par équipes : deuxième place (Klingenthal, 21 janvier 2001, avec Rémy Trachsel et Sylvain Guillaume)
- 7e de la Coupe du monde B 1998.

### Championnats du monde junior
| Place | Date       | Année     | Lieu    | Épreuves                                                                 | Vainqueur |
| ----- | ---------- | --------- | ------- | ------------------------------------------------------------------------ | --------- |
| 2     | 30 janvier | 1996 (pl) | Asiago  | Équipe K-90/3x5 km France- Ludovic Roux - Jean-Marc Mougel - Nicolas Bal |           |
| 1     | 14 février | 1997 (pl) | Canmore | Équipe K-90/3x5 km France- Ludovic Roux - Rémy Trachsel - Nicolas Bal    | -         |

### Grand prix d'été
- Meilleure performance : 6e (Klingenthal, 29 août 2003)

### Coupe OPA
Nicolas Bal a remporté le classement jeunes de la Coupe OPA en 1994-1995.